# Vent du Sud
Pour le film d'Enzo Provenzale, voir Vent du sud.
Vent du Sud (titre original : South Wind) est un roman de l'écrivain écossais Norman Douglas (1868–1952) publié à Londres en mars 1917.

## Sujet
L'action se déroule à Nepente, île imaginaire de la mer Méditerranée située entre la Sicile et l'Afrique du Nord; en réalité Nepente est une libre transposition de Capri, île tant aimée de Douglas où il vécut plusieurs années. Les personnages du roman font partie de la société « ultra-cosmopolite » qui fréquentait Capri à la Belle Époque. 
Le roman n'a pas de trame conductrice. Thomas Heard, évêque anglican de Bampopo en Afrique, arrive en bateau à Nepente pour rendre visite à sa cousine, Mrs Meadows, et faire une escale d'une douzaine de jours avant d'aller en Angleterre; mais il se trouve témoin d'un homicide: l'assassinat du méchant monsieur Muhlen (de l'ivraie) précipité du haut d'une falaise. Plus qu'un simple roman policier, Vent du Sud est constitué d'une suite de conversations entre différents personnages à la manière d'un roman de Thomas Love Peacock.  Le sujet principal de ces conversations est l'influence du sirocco, ce vent chaud qui modifie le comportement des hommes, surtout celui des Anglo-Saxons, les faisant tomber dans une espèce de folie face à la corruption des mœurs.

## Personnages
- Thomas Heard: évêque missionnaire anglican
- don Francesco
- Monsieur Muhlen
- Le comte Colaveglia
- Le juge Malipizzo
- Denis Phipps
- Mr Keith
- Mrs Meadows: cousine de l'évêque anglican
- Miss Wilberforce
- Edgar Marten
- van Koppen
- Bajakoulov: intellectuel russe
- Ernest Eames
- San Dodec

## Éditions
- South Wind, Londres: Martin Secker, 1917 (édition originale)
- South Wind, ill. de John Austen, Chicago: Argus Books, 1929 (1re édition américaine illustrée)
- South Wind, London: Secker & Warburg, 1946 (édition définitive)
- Vent du Sud; traduction par Jacques Georgel [texte de 1946], Paris : Le Promeneur, 1993 (1re édition en français)

Le roman a été adapté pour la scène en 1923 à Londres par Isabelle C. Tippett.